# Leucophanes candidum
Leucophanes candidum är en bladmossart som beskrevs av Lindberg 1865. Leucophanes candidum ingår i släktet Leucophanes och familjen Calymperaceae. Inga underarter finns listade i Catalogue of Life.